# Summer Days (Martin Garrix)
Summer Days is een nummer van de Nederlandse dj Martin Garrix uit 2019, in samenwerking met de Amerikaanse rapper Macklemore en Fall Out Boy-zanger Patrick Stump.
"Summer Days" is een zomers electropopnummer dat enkele rockinvloeden kent. De baslijn in het nummer is gesampled uit Harder, Better, Faster Stronger van Daft Punk. Aan muziektijdschrift Billboard vertelde Macklemore dat hij altijd al met Garrix wilde samenwerken. Het nummer werd in diverse landen een hit. In de Nederlandse Top 40 bereikte het een bescheiden 15e positie. De Amerikaanse Billboard Hot 100 wist het nummer nog net te bereiken met een 100e positie.